# Karel Horký (skladatel)

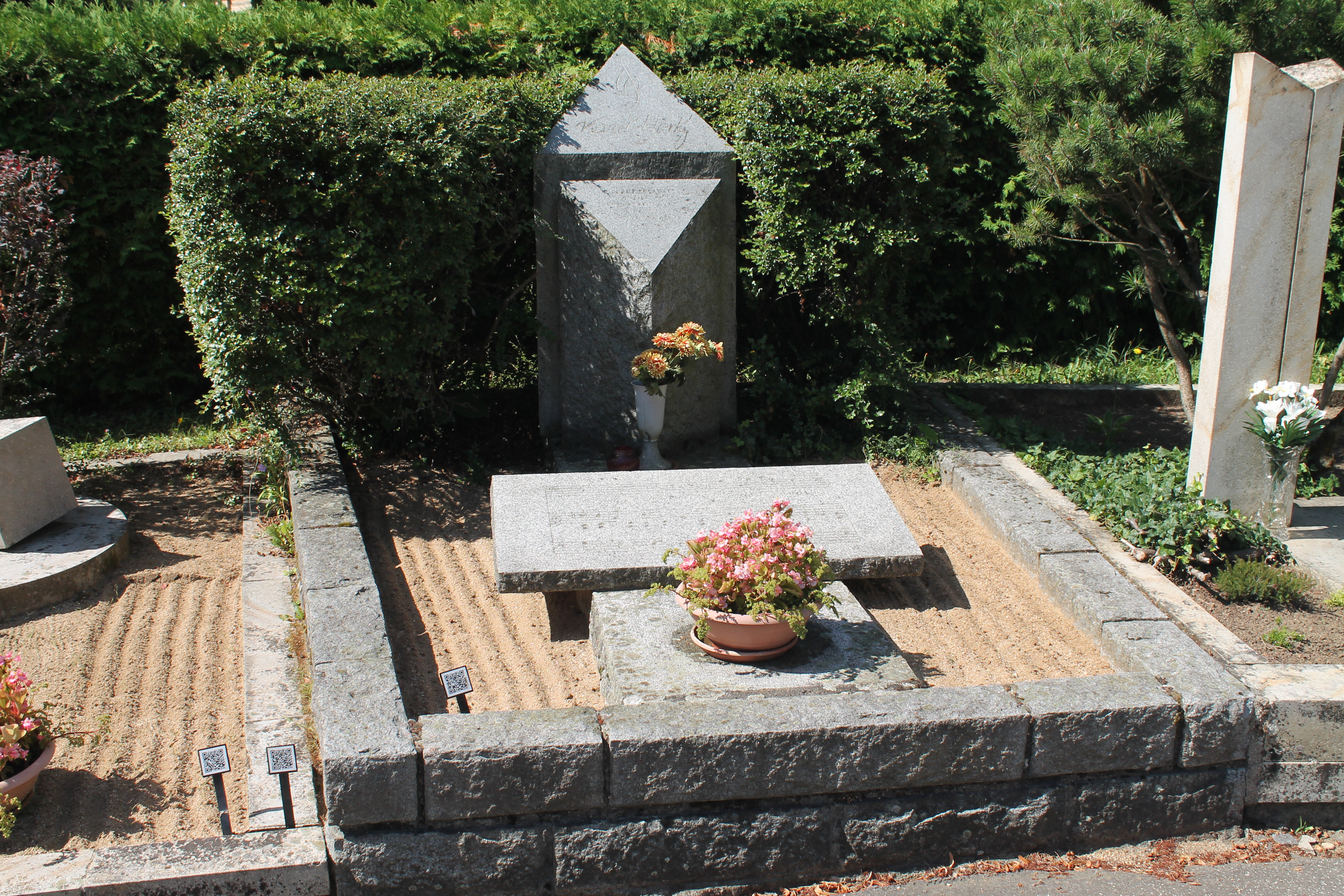
Hrob Karla Horkého na Ústředním hřbitově v Brně

Karel Horký (4. září 1909, Štěměchy – 27. listopadu 1988, Brno) byl český hudební skladatel a fagotista.

## Biografie
Karel Horký se narodil v roce 1909 ve Štěměchách u Třebíče, ve 14 letech začal hrát na fagot v armádním souboru ve Znojmě a následně působil v dalších orchestrech až do doby, kdy vstoupil do divadelního orchestru v Brně v roce 1937. V letech 1937 až 1939 se soukromě vzdělával u Pavla Haase a následně od roku 1941 studoval mistrovskou školu na Pražské konzervatoři, kde v roce 1944 absolvoval u Jaroslava Křičky. Po absolutoriu pracoval nadále až do roku 1960 v orchestru Janáčkova divadla v Brně. Od roku 1960 pak působil jako pedagog hudební teorie a kompozice na brněnské konzervatoři, kterou pak jako ředitel od roku 1964 do roku 1974 vedl. Učil také na Janáčkově akademii múzickým umění. Zemřel v roce 1988 a byl pohřben na Ústředním hřbitově v Brně.
V roce 1974 byl oceněn Řádem práce a byl jmenován Zasloužilým umělcem.

## Dílo
Věnoval se primárně skládání divadelní hudby, celkem složil osm opusů, které odehrál orchestr Janáčkova divadla. Skládal také baletní představení. V roce 1950 byla také uvedena opera Karla Horkého s názvem Jan Hus, tu pak Karel Horký upravil a znovu byla uvedena v roce 1957, další jeho opera byla uvedena v roce 1953, její název byl Hejtman Šarovec, další operou pak byla Jed z Elsinoru, ta byla uvedena v roce 1969, posléze pak ještě komponoval opery Svítání a Atlantida.